# Bouillé-Saint-Paul

Bouillé-Saint-Paul este o comună în departamentul Deux-Sèvres, Franța. În 2009 avea o populație de 414 de locuitori.